# Cumella rigida
Cumella rigida är en kräftdjursart som beskrevs av Gamo 1963. Cumella rigida ingår i släktet Cumella och familjen Nannastacidae. Inga underarter finns listade i Catalogue of Life.